# Fort San
Fort San est une communauté située dans la province de la Saskatchewan, dans le sud-est.